# Dinastia flavia
La dinastia flavia fu la seconda dinastia imperiale romana, che detenne il potere dal 69 al 96. I Flavii Vespasiani erano una famiglia della classe media, d'origine modesta, giunta poi all'ordine equestre grazie alla militanza fedele nell'esercito, che giunse al potere quando Vespasiano, generale degli eserciti d'oriente, prese il potere durante l'Anno dei quattro imperatori.

## Imperatori del periodo (69-96)

### Vespasiano (69-79)

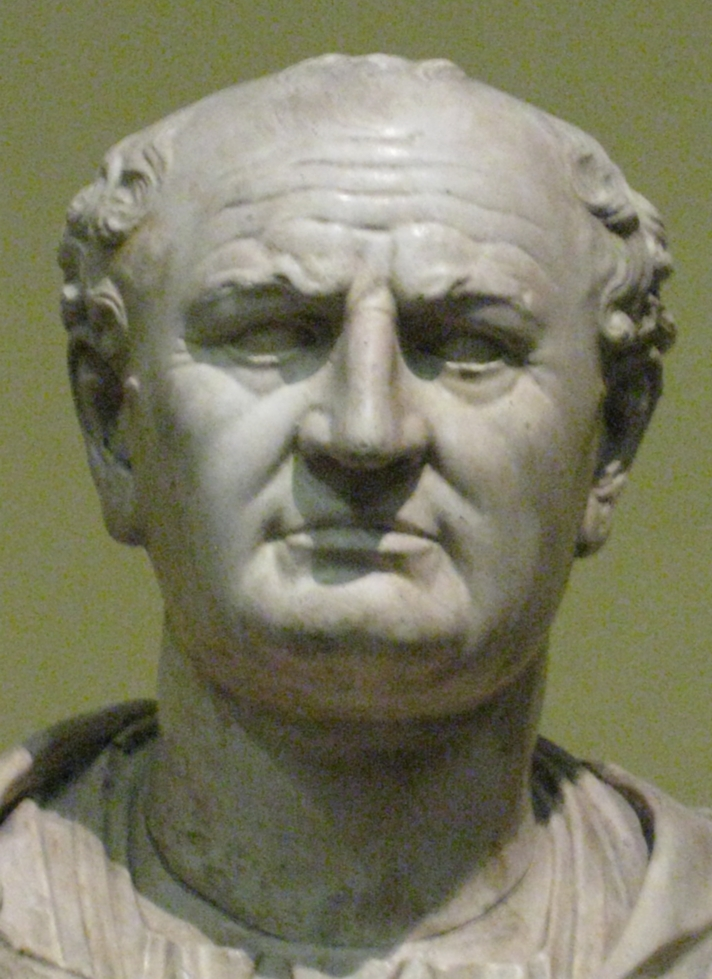
Ritratto di Vespasiano

Con la contestazione del potere di Vitellio da parte delle legioni orientali, Vespasiano, inviato da Nerone a reprimere la rivolta degli ebrei in Palestina, venne scelto da esse come nuovo candidato. Lasciato il figlio Tito in Giudea, egli si recò in Egitto aspettando prudentemente a recarsi a Roma finché generali a lui fedeli sconfissero Vitellio nella pianura padana (seconda battaglia di Bedriaco del 69) e finché non ricevette manifestazioni di pubblica obbedienza da parte del Senato e da ogni area dell'Impero. Nella capitale stazionò intanto il figlio secondogenito Domiziano, come reggente, finché non venne raggiunto dal padre nell'estate del 70.
Ristabilita dunque la calma Vespasiano, il primo principe dell'ordine equestre, poté dedicarsi a ristabilire al più presto l'ordine, riconducendo le varie istituzioni alle loro competenze originarie frenando sia le richieste dei generali, sia l'indebolimento del Senato. Per riuscirci fece approvare la lex de imperio Vespasiani, dove chiariva le prerogative della sua carica, dell'utilizzo del titolo di Cesare e indirizzava verso una natura ereditaria la dignità imperiale. Nella sua riforma egli escluse ogni riferimento al modello monarchico ellenistico, anche se di fatto si riservò un potere assoluto.
Per facilitare il passaggio di potere ai suoi due figli egli li tenne sempre in prima linea nel governo. Tito continuò l'incarico in Giudea, debellando la ribellione ebraica nel 70 (distruzione di Gerusalemme) e dedicandosi negli anni successivi alla repressione degli ultimi focolai (assedio di Masada). Quando tornò a Roma Tito ricevette il trionfo, ottenne i poteri di tribuno e ricoprì, col padre, la carica di censore, oltre ad essere più volte console e prefetto del pretorio (cioè capo dei pretoriani). La censura di Vespasiano e Tito permise loro di intervenire sulla composizione del Senato. Vespasiano favorì l'accesso alla carica senatoria di numerosi esponenti non italici (soprattutto ispanici e galli), favorendo così la romanizzazione delle province.
In campo economico, dopo il disastroso anno dei quattro imperatori, fu costretto a attuare una politica di rigore con misure anche impopolari, quali l'introduzione di nuove tasse. Grazie alle nuove entrate venne intrapresa una notevole stagione edilizia nella capitale e nelle province. Questo portò nuovo benessere a tutto l'Impero.
Dal punto di vista militare Vespasiano cercò di consolidare ed estendere i confini, soprattutto nelle zone più strategiche, come la Britannia e la zona tra Reno e Danubio (circa l'attuale Foresta Nera).
Vespasiano attribuì il potere ereditario a entrambi i suoi figli, informando il Senato romano che sarebbe stato uno di loro a succedergli al potere.
Vespasiano fu fautore di un ristabilimento economico e sociale in tutto l'Impero che godette, grazie al suo governo, di una pax che rimarrà proverbiale. Di fatto per questo fu uno degli imperatori più amati della storia romana.
| Titolatura imperiale                                       | Numero di volte | Datazione evento |
| ---------------------------------------------------------- | --------------- | --- |
| Tribunicia potestas (accettata formalmente in epoca tarda) | 10 volte:       | la prima volta (I) il 1º luglio del 69 e poi rinnovatagli ogni anno, alla stessa data. |
| Consolato                                                  | 9 volte:        | nel 51 (I), 70 (II), 71 (III), 72 (IV), 74 (V), 75 (VI), 76 (VII), 77 (VIII) e 79 (IX). |
| Salutatio imperatoria                                      | 20 volte:       | I (al momento della assunzione del potere imperiale) nel 69, (II-III-IV-V) nel 70, (VI-VII-VIII) 71, (IX-X) 72, (XI) dopo luglio del 73, (XII-XIII-XIV) 74, (XV-XVI-XVII-XVIII) 76, (XIX) 77 e (XX) 78. |
| Altri titoli                                               | 2 volte:        | Pater Patriae (in epoca tarda) e Pontifex Maximus nel 70. |

### Tito (79-81)

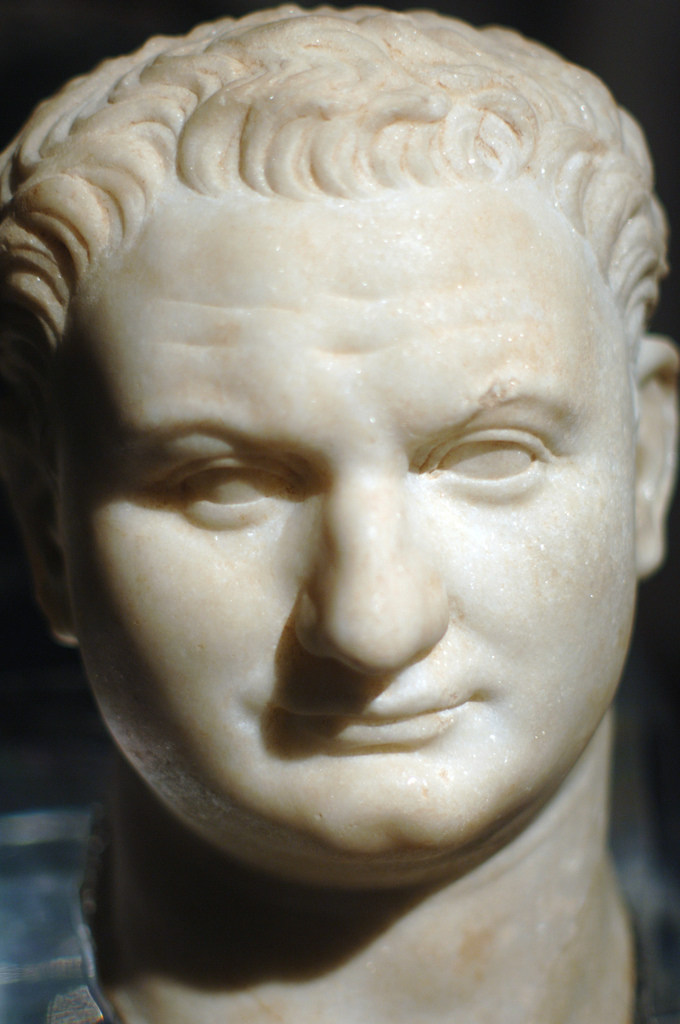
Tito, figlio primogenito di Vespasiano, secondo membro della dinastia.

Tito, figlio maggiore di Vespasiano, governò per appena due anni, per cui il suo operato non lasciò tracce significative, se non quella di aver condotto a termine la prima guerra giudaica con l'assedio alla città di Gerusalemme, quando il padre era ormai unico imperatore a Roma. Per questi successi si meritò la costruzione di un arco di trionfo nel Foro romano.
Sebbene lodato dagli storici dell'epoca, ciò non deve trarre in inganno, in quanto era usanza comune accompagnare da lodi l'avvento del nuovo imperatore, riservandosi magari le critiche per l'operato successivo. Spontaneo fu comunque il consenso popolare nei suoi confronti, anche in occasione di calamità naturali come l'eruzione del Vesuvio del 79, che distrusse Pompei e Ercolano. L'interessamento e l'intervento immediato dell'imperatore suscitò verso di lui le simpatie degli strati sociali più umili. Visse ancora di riflesso alla grande popolarità del padre. Inaugurò, infine, il Colosseo, costruzione iniziata durante il governo di suo padre Vespasiano, nell'anno 80.
| Titolatura imperiale  | Numero di volte                         | Datazione evento |
| --------------------- | --------------------------------------- | --- |
| Tribunicia potestas   | 11 volte:                               | la prima volta (I) il 1º luglio del 71 e poi rinnovata ogni anno.                                                                                 |
| Consolato             | 8 volte (designato per la nona volta?): | nel 70 (I), 72 (II), 74 (III), 75 (IV), 76 (V), 77 (VI), 79 (VII) e 80 (VIII).                                                                    |
| Salutatio imperatoria | 18 volte:                               | I nel 70, (II) nel 71, (III-IV) 72, (V) 73, (VI-VIII) 74, (IX-XII) 76, (XIII) 77, (XIV) 78, (XV) dopo l'8 settembre del 79 e (XVI-XVII-XVIII) 81. |
| Altri titoli          | 2 volte:                                | Pater Patriae e Pontifex Maximus dal giugno del 79.                                                                                               |

### Domiziano (81-96)

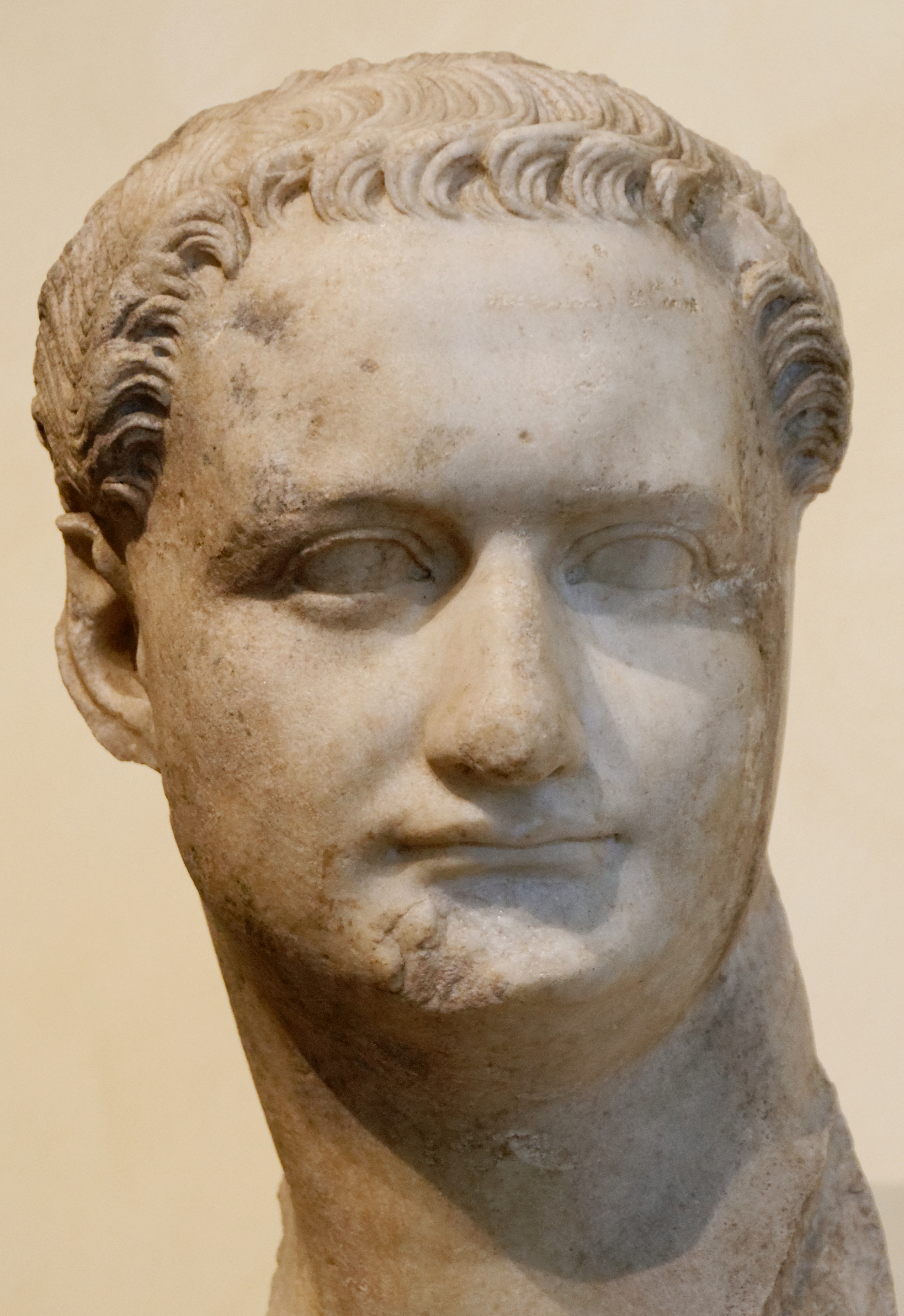
Busto di Domiziano

Dopo la prematura scomparsa di Tito salì al potere suo fratello minore Domiziano, che seguì le orme del padre in politica estera intraprendendo alcune campagne militari tese a rafforzare i confini: fece a tale scopo costruire una serie di fortini collegati tra loro nella regione del Reno, presidiati stabilmente da contingenti di ausiliares; nell'area danubiana stanziò stabilmente guarnigioni di legionari, dall'attuale Austria fino quasi al Mar Nero.
In politica interna invece Domiziano si distanziò notevolmente dal tracciato paterno, instaurando di fatto una monarchia assoluta di stampo autocratico. Domiziano accettò con piacere forme di servilismo dei senatori, come l'adulazione ostentata e il titolo di "Dominus ac deus"(signore e dio). Domiziano si rese estremamente impopolare per le sue tendenze autocratiche, che spezzarono quell'illusione, creata da Augusto, che l'imperatore fosse solo un primus inter pares, cioè il primo fra uguali.
Quale censore a vita espulse dal Senato a più riprese gli elementi a lui sfavorevoli, determinando una forte situazione di attrito. Ai tentativi di congiura scoperti rispose sempre con fermezza, emettendo numerose condanne a morte che colpirono anche personaggi in vista dell'aristocrazia. Ciò non fece che accelerare i tentativi del Senato di sopprimerlo, individuando infine un liberto che aveva accesso alla sua corte come esecutore materiale e l'anziano senatore Marco Cocceio Nerva quale suo successore.
Con la morte di Domiziano (96) ebbe fine la dinastia flavia. Al pari dell'ultimo esponente della dinastia giulio-claudia, Nerone, anche a Domiziano venne inflitta la damnatio memoriae, che ordinò la distruzione di ogni immagine, iscrizione o dedica che lo potesse ricordare ai posteri.
| Titolatura imperiale  | Numero di volte | Datazione evento |
| --------------------- | --------------- | --- |
| Tribunicia potestas   | 16 volte:       | la prima volta (I) il 14 settembre dell'81. |
| Consolato             | 17 volte:       | nel 71, 73, 75, 76, 77, 79, 80, 82, 83, 84, 85, 86, 87, 88, 90, 92 e 95. |
| Salutatio imperatoria | 23 volte:       | I (al momento della assunzione del potere imperiale), la seconda (II) nell'82, (III-V) 83, (VI-VII) 84, (VIII-XI) 85, (XII-XIV) 86, (XV-XVII) 88, (XVIII-XXI) 89, (XXII-XXIII) 92. |
| Titoli vittoriosi     | 1 volta:        | Germanicus nell'83. |
| Altri titoli          | 2 volte:        | Pater Patriae e Pontifex Maximus al momento della assunzione del potere imperiale nel settembre dell'81.                                                                           |